# Michel (osebno ime)
Michel je moško osebno ime.

## Izvor imena
Ime Michel je različica moškega osebnega imena Mihael.

## Pogostost imena
Po podatkih Statističnega urada Republike Slovenije je bilo na dan 31. decembra 2007 v Sloveniji število moških oseb z imenom Michel: 60.

## Osebni praznik
Osebe z imenom Michel lahko godujejo takrat kot osebe z imenom Mihael.